# 리베로 데리엔초

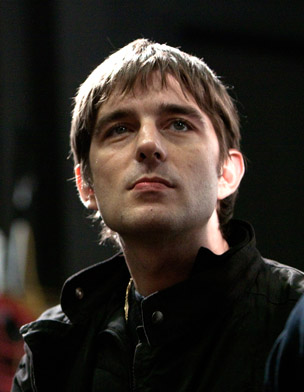

리베로 데리엔초(이탈리아어: Libero De Rienzo, 1977년 2월 24일 ~ )는 이탈리아의 배우, 각본가, 영상 편집자이다.
나폴리에서 태어났다.

## 영화
- 더 미씽 트레잇 (2018년)
- 이지 (2017년)
- 음모 (2016년)
- 밀레 (2013년) - 로코 역
- 크립토나이트 (2011년)
- 뚜띠 알 마레 (2011년)
- 포르타파시 (2009년)
- 마이 하우스 인 움브리아 (2003년)
- 산타 마라도나 (2001년)
- 팻 걸 (2000년)